# Alberto Martín Artajo
Alberto Martín-Artajo Álvarez (* 2. Oktober 1905 in Madrid; † 31. August 1979 ebenda) war ein spanischer Politiker.
Vom 20. Juli 1945 bis zum 25. Februar 1957 war er spanischer Außenminister.

## Leben und Politik
Er wurde 1905 in Madrid geboren. Nach seinem Studium bei den Jesuiten von Chamartín schloss er sein Jurastudium an der Universität Madrid ab. Er war seit 1930 als Anwalt für den Staatsrat tätig. Während der Zweiten Republik war er ein enger Mitarbeiter von Ángel Herrera Oria, Direktor der katholischen Zeitung El Debate, und Mitglied der Asociación Católica Nacional de Propagandistas (Nationale Katholische Vereinigung der Propagandisten).
Als der Bürgerkrieg ausbrach, wechselte er auf die Seite der Rebellen. Er beriet den Technischen Ausschuss und das nationalistische Arbeitsministerium als Jurist und beteiligte sich an der Ausarbeitung der spanischen Gerichtsbarkeit. Als Präsident der Technischen Kommission der Katholischen Aktion wurde er 1945 als Nachfolger von José Félix de Lequerica zum Außenminister ernannt, um eine Veränderung des äußeren Erscheinungsbildes der Diktatur zu fördern.
Nach Rücksprache mit dem Primas nahm Kardinal Enrique Plá y Deniel das Ressort an und verließ seine Position in der Katholischen Aktion. Im Jahr 1952 bereiste er den Nahen Osten.
Im August 1953 unterzeichnete er das Konkordat mit dem Heiligen Stuhl. Am 26. September 1953 besiegelten er und sein amerikanischer Amtskollege, Botschafter James Clement Dunn, die Unterzeichnung der sogenannten Madrider Pakte, drei unabhängige Abkommen zwischen Spanien und den Vereinigten Staaten. Während seiner Amtszeit trat Spanien 1955 auch den Vereinten Nationen bei.

## Auszeichnungen
- 1945: Großkreuz des Ordens de Isabel la Católica
- 1945: Großkreuz des Ordens San Raimundo de Penafort
- 1947: Großkreuz des Ordens des heiligen Jakob vom Schwert
- 1949: Großkreuz des Christusordens
- 1955: Großkreuz des Verdienstordens der Bundesrepublik Deutschland
- 1957: Großkreuz des Ordens Karls III.

## Bibliographie
- Hispania sacra | The ISSN Portal. ISSN 0018-215X (issn.org).
- El País: Martín Artajo será enterrado hoy en Madrid. In: El País. 31. August 1979, ISSN 1134-6582 (elpais.com).